# Buscando a Alaska
Buscando a Alaska (en inglés: Looking for Alaska) es la primera novela escrita por el estadounidense John Green. La misma, es una novela juvenil publicada en marzo de 2005.

## Antecedentes
La novela se basa en los primeros años de la vida de John Green. Al crecer, a Green siempre le encantaba escribir, pero cuando se trataba de su experiencia en la escuela secundaria, describió la vida como un estudiante de secundaria como "bastante sombría". Cuando se describe a sí mismo como un estudiante, Green se describe a sí mismo como "insoportable" para los padres y los maestros, mientras siempre trabaja duro para encajar entre sus compañeros.  La situación de Green no mejoró después de su transición a la escuela secundaria, por lo que preguntó a sus padres si podía asistir a Indian Springs School, un internado en las afueras de Birmingham, Alabama. Sus padres estuvieron de acuerdo y él pasó el resto de su tiempo en la escuela secundaria en Indian Springs School formando relaciones valiosas con los maestros, relaciones que Green dice que todavía existen hoy en día.  Fue la experiencia de Green en el internado lo que lo inspiró a escribir esta novela. Muchos de los personajes y eventos que tienen lugar en la novela se basan en lo que Green experimentó en la escuela,  incluyendo la muerte de un personaje central en la novela.
John Green discutió en una charla de libros en Rivermont Collegiate el 19 de octubre de 2006 que tuvo la idea del "sombrero de zorro" de Takumi de un amigo filipino que llevaba un sombrero similar mientras jugaba bromas en la escuela, y que el cisne poseído en Culver Creek provenía de un cisne de naturaleza similar en el campus real. Las dos bromas que ocurren en el libro son similares a las bromas que Green hizo en la escuela. Green enfatiza que si bien la novela es ficticia, el escenario no lo es. Cuando era niño, Green se enamoró de las últimas palabras famosas, y en particular las de John Adams. Su enamoramiento con las últimas palabras lo llevó a encontrarse con  otras últimas palabras famosas, incluidas las de Emily Dickinson, Oscar Wilde y Simón Bolívar.  Green transmite este amor por las últimas palabras al personaje principal, Miles, y usa las últimas palabras de Bolívar para inspirar una búsqueda de significado frente a la tragedia de los personajes de su novela.

## Marco
Miles Halter, es un adolescente obsesionado con las últimas palabras, deja su escuela secundaria normal en Florida para asistir a la Preparatoria de Culver Creek en Alabama para su tercer año. El razonamiento de Miles para tal cambio es citado por las últimas palabras de François Rabelais: "Voy en busca de un gran quizá".  El nuevo compañero de cuarto de Miles, Chip "el Coronel" Martin, apoda a Miles como "Gordo" y presenta a Gordo a sus amigos: el presentador de hip-hop Takumi Hikohito y Alaska Young, una chica hermosa pero emocionalmente inestable. Al enterarse de la obsesión de Miles con las últimas palabras famosas, Alaska le habla sobre  Simón Bolívar: "Maldita sea. ¡Cómo saldré de este laberinto!", ambos  hacen un trato de que si Miles descubre cuál es el laberinto, Alaska le encontrara una novia. Y es así, cuando Alaska le presenta a Miles,una compañera rumana, Lara. Desafortunadamente, Miles y Lara tendrán una cita desastrosa, que termina con un Miles conmocionado que vomita sobre Lara. Alaska y Pudge se acercan y él comienza a enamorarse de ella, aunque ella insiste en mantener su relación platónica porque tiene un novio en la Universidad de Vanderbilt a quien insiste en que ama.
En su primera noche en Culver Creek, Miles es secuestrado y arrojado a un lago por los "Weekday Warriors", un grupo de ricos compañeros de escuela que culpan al Coronel y sus amigos por la expulsión de su amigo, Paul. La expulsión de Paul creó tensión entre los amigos de Miles y los Weekday Warriors. Takumi afirma que son inocentes porque su amiga Marya también fue expulsada durante el incidente. Sin embargo, Alaska más tarde admite que para no ser expulsada, le confeso sobre Marya y Paul al decano, el Sr. Starnes.
La pandilla celebra una exitosa serie de bromas bebiendo y festejando, y una Alaska ebria le confiesa la muerte de su madre por un aneurisma cuando tenía ocho años. Aunque no entendió en ese momento, se siente culpable por no llamar al 911. Miles cree que la muerte de su madre hizo que Alaska fuera impulsiva y precipitada. Concluye que el laberinto era el sufrimiento de una persona y que los humanos deben tratar de encontrar una la salida. Después, Miles se acerca a Lara y comienzan a salir. Una semana más tarde, después de otra 'celebración', Alaska y Miles intoxicados pasan la noche juntos, cuando de repente Alaska recibe una llamada telefónica que la hace ponerse histérica. Insistiendo en que tiene que irse, Alaska se aleja mientras está borracha con Miles y el Coronel distrayendo al Águila. Luego se enteran de que Alaska estrelló su auto y murió. El coronel y Miles están devastados y se culpan a sí mismos, preguntándose sobre sus razones para emprender el viaje urgente e incluso contemplando que podría haberse suicidado deliberadamente. El coronel insiste en interrogar a Jake, su novio, pero Miles se niega, temiendo que él pueda saber que Alaska nunca lo amó. Discuten y el Coronel acusa a Miles de solo amar una Alaska idealizada que inventó en su cabeza. Miles se da cuenta de la verdad de esto y se reconcilia con el Coronel.
Como una forma de celebrar la vida de Alaska, Miles, el Coronel, Takumi y Lara se unen con los Guerreros del día de la semana para contratar a un estríper masculino para hablar en el Día del orador de Culver. Toda la escuela lo encuentra divertido; Starnes incluso reconoce lo inteligente que fue. Miles encuentra la copia de Alaska del General en su laberinto con la cita del laberinto subrayada y nota las palabras "derechito y rápido" escritas en los márgenes. Él recuerda que Alaska murió en la mañana después del aniversario de la muerte de su madre y concluye que Alaska se sintió culpable por no visitar la tumba de su madre y, en su apuro, podría haber estado tratando de llegar al cementerio. El último día de clases, Takumi confiesa en una nota que él fue la última persona en ver Alaska, y también la dejó ir. Miles se da cuenta de que dejarla ir ya no importa tanto. Él perdona a Alaska por morir, como sabe que Alaska lo perdona por dejarla ir.

## Personajes
Miles Halter:
Además de ser el narrador de la historia, es el personaje principal de la obra. Un joven  alto y delgado - de ahí su sobrenombre "Gordo" -  que tiene una pasión inusual en aprender las últimas palabras de cada personaje destacado. Miles, de tan solo 16 años, decide abandonar su escuela (en la que tenía una vida socialmente pobre) para ir a la Academia de Culver Creek para buscar una revelación, o mejor dicho, su propio << Gran Quizás >>. Miles, a primera vista se siente atraído por Alaska Young, quien durante la mayor parte de la novela tiene una relación mixta, en su mayoría no tan recíproca, ya que la chica no le devuelve sus sentimientos. 
Alaska Young
Alaska es la niña salvaje, impredecible, hermosa y enigmática con una triste historia de fondo que captura la atención y el corazón de Miles. Ella actúa como una confidente para sus amigos, ayudándoles frecuentemente en asuntos personales, incluso proporcionándoles cigarrillos y alcohol. Ella es descrita de estar viviendo en un «mundo imprudente».

Chip Martin
Mide cinco pies de alto pero "construido como un modelo a escala de Adonis". el Coronel, es el mejor amigo de Alaska y el compañero de cuarto de Miles. Es el cerebro estratégico detrás de los planes que trama Alaska, y está a cargo de los apodos de todos. Procedente de un entorno pobre, está obsesionado con la lealtad y el honor, especialmente hacia su amada madre, Dolores, que vive en un tráiler.
Takumi Hikohito
Es el amigo de Alaska y el Coronel.
Sara
Es la novia del Coronel y pertenece al grupo de alumnos ricos que se meten con Miles y el Coronel.

Lara Buterskaya
Es una chica que emigro de Rumania, es amiga de Alaska, quien se encarga de presentársela a Miles y finalmente ambos se convierte en novios.
Jake
Es el novio universitario de Alaska.

## Premios
Ganó el premio Michael L. Printz 2005 a la mejor novela juvenil por parte de la American Library Association. Durante la semana del 29 de julio de 2012, el libro estuvo entre la lista de superventas del New York Times en el lugar 10 en el Children's Paperback, 385 semanas después de que fue lanzado.

## Adaptación
Véase Buscando a Alaska (serie)
El 18 de octubre de 2019, la plataforma Hulu, estreno una serie de ocho episodios inspirada en esta novela, la adaptación fue creada y dirigida Josh Schwartz mientras que la interpretación estuvo a cargo de  Kristine Froseth, como Alaska y  Charlie Plummer, como Miles.